# Epimedium yinjiangense
Epimedium yinjiangense är en berberisväxtart som beskrevs av M.Y.Sheng och X.J.Tian. Epimedium yinjiangense ingår i släktet sockblommor, och familjen berberisväxter. Inga underarter finns listade i Catalogue of Life.